# Винники (пам'ятка природи)
Ви́нники — ботанічна пам'ятка природи місцевого значення в Україні. Розташована в межах Личаківського району міста Львова, між місцевістю Майорівка (Львів) і Млинівцями (західна околиця міста Винники). 
Площа 2,7 га. Статус надано згідно з рішенням Львівської облради від 9.10.1984 року № 495. Перебуває у віданні ДП «Львівський лісгосп» (Винниківське лісництво, кв. 20, вид. 6). 
Статус надано з метою збереження дендропарку, закладеного професором С. Соколовським у 1898 році.
Ще 1913 року було акліматизовано 56 видів деревних порід, у тому числі: береза канадська, береза вишнева, карія біла, дуб австрійський, туя гігантська, кипарисовик Лавсона, сосна скельна, дугласія голуба, ялиця кавказька. Дотепер збереглися не всі види: частина з них загинула через непристосованість до екологічних умов середовища, частина відпала внаслідок природного відбору в конкуренції з місцевими лісовими породами. Але та частина, що збереглася (вік понад 100 років) заслуговує на особливу увагу. Найстійкішими та високопродуктивними у наших умовах виявились дугласія зелена, сосна чорна, модрина японська, модрина європейська, дуб північний. Ці види збереглись у вигляді окремих біогруп, а за продуктивністю вони перевищують місцеві породи. На Львівщині це єдине місце проростання цінних лісових порід на невеликій території. Сьогодні лісотехніки поволі відновлюють наукову роботу в дендрологічному парку.